# Устье (Калязинский район)
Устье — деревня в Калязинском районе Тверской области, входит в состав Нерльского сельского поселения.

## География
Деревня расположена в 4 км на юго-восток от центра поселения села Нерль и в 28 км на юг от райцентра города Калязина на автодороге 28К-0579 Сергиев Посад — Череповец.

## История
Сельцо Устье упоминается в Дмитровской Писцовой книге 1627-29 годов как поместье за дмитровцем Федором Обобуровым. 
В конце XIX — начале XX века деревня входила в состав Поречской волости Калязинского уезда Тверской губернии. 
С 1929 года деревня являлась центром Устиновского сельсовета Нерльского района Кимрского округа Московской области, с 1935 года — в составе Калининской области, с 1956 года в составе — Калязинского района, с 1994 года — в составе Нерльского сельского округа, с 2005 года — в составе Нерльского сельского поселения.

## Население
| 1859 | 1888 | 1897 | 2002 | 2008 | 2010 |
| ---- | ---- | ---- | ---- | ---- | ---- |
| 631  | ↗803 | ↘693 | ↘76  | ↘64  | ↘57  |

## Известные уроженцы
- Голосов, Рудольф Александрович (1927—2022) — советский военно-морской деятель, начальник штаба ТОФ ВМФ СССР (1980—1983), вице-адмирал (1979), Герой Советского Союза (1978).